# 博日基夫
49°19′0″N 24°59′20″E / 49.31667°N 24.98889°E
博日基夫（烏克蘭語：Божиків）是位於烏克蘭西南部的村莊，由泰爾諾皮爾州泰爾諾皮爾區的薩蘭丘基市鎮負責管轄。該村始建於1455年，面積2.6平方公里，2014年人口528，人口密度每平方公里257.6人。